# Aseret Yemei Teshuvá
Aseret Yemei Teshuvá (en hebreo: עשרת ימי תשובה): Son los diez días de arrepentimiento entre Rosh Hashaná, y Yom Kipur, inclusive estos dos días. El propósito de los diez días es el arrepentimiento, la reconciliación y la expiación de los pecados del año anterior. Durante estos días los creyentes piden perdón a Dios por los pecados cometidos contra Él, al mismo tiempo que buscan la reconciliación con aquellas personas contra quienes se han cometido agravios, puesto que las faltas contra otras personas solo se pueden expiar previo perdón de la persona agraviada. Durante los diez días, también conocidos con el nombre de Yamim noraim se trabaja y se llevan a cabo las actividades de un día normal, excepto los dos días de Rosh Hashaná (1 y 2 de Tishréi), el día de Yom Kipur (10 de Tishréi), y el Shabat.